# Camptoscaphiella tuberans
Camptoscaphiella tuberans är en spindelart som beskrevs av Tong och Li 2007. Camptoscaphiella tuberans ingår i släktet Camptoscaphiella och familjen dansspindlar. Inga underarter finns listade.